# سیارک ۱۲۳۱۱
سیارک ۱۲۳۱۱ (به انگلیسی: 12311 Ingemyr، نامگذاری:1992EO6) دوازده هزار و سیصد و یازدهمین سیارک کشف شده‌است که در ۱ مارس ۱۹۹۲ کشف شد.
قدر مطلق سیارک برابر ۱۷.۰ است.